# Josiah Parsons Cooke

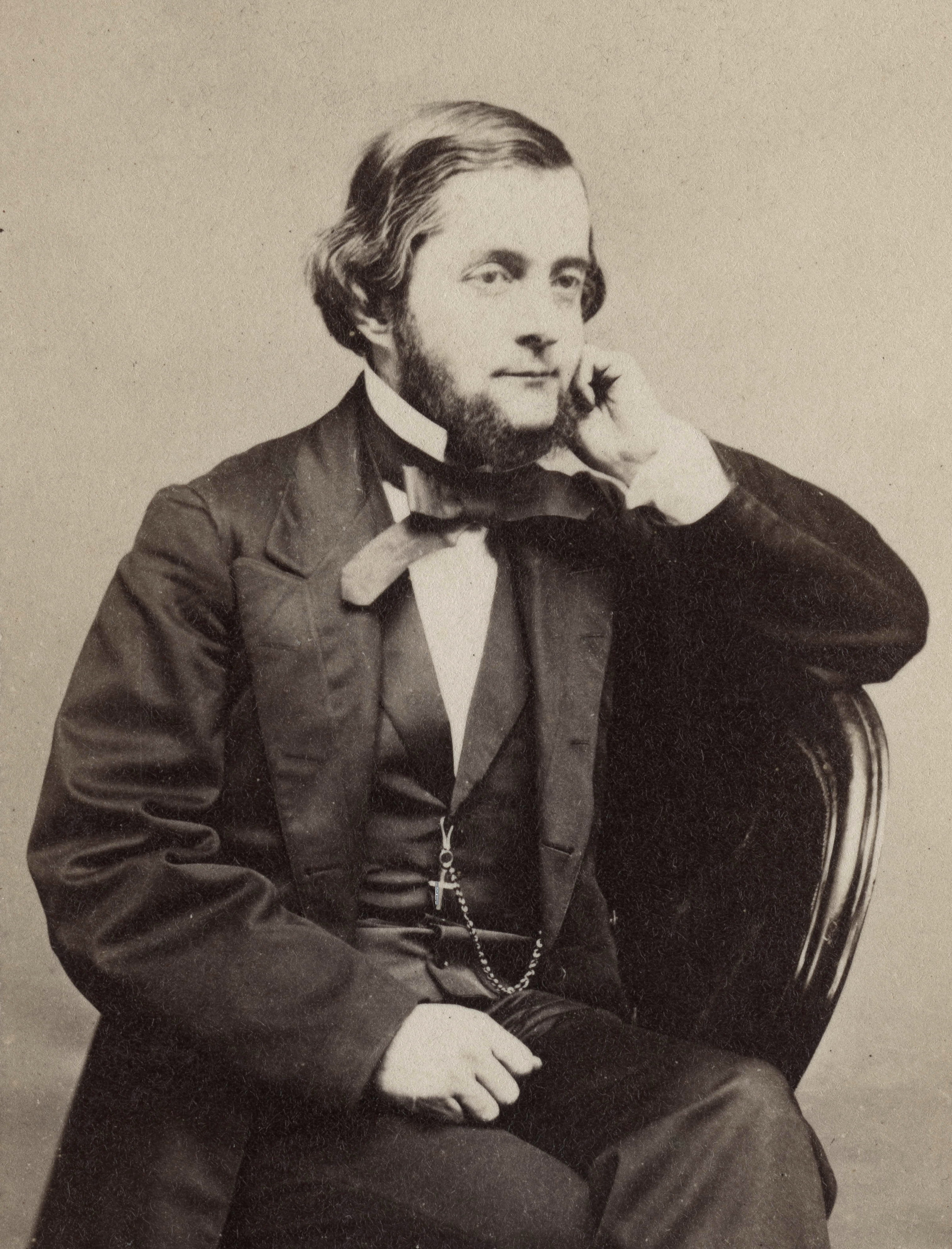
Josías Parsons Cooke

Josiah Parsons Cooke (12 de octubre de 1827 - 3 de septiembre de 1894) fue un científico estadounidense que trabajó en la Universidad de Harvard y jugó un papel decisivo en la medición de los pesos atómicos, lo que inspiró al primer premio Nobel de química de Estados Unidos, Theodore Richards, a realizar una investigación similar. Se ha dicho que el artículo de Cooke de 1854 sobre los pesos atómicos presagia la ley periódica desarrollada más tarde por Mendeleev y otros. El historiador I. Bernard Cohen describió a Cooke "como el primer químico universitario en realizar un trabajo verdaderamente distinguido en el campo de la química" en los Estados Unidos.

## Vida y trabajo
Josiah Parsons Cooke nació en Boston, Massachusetts en 1827. Asistió a la Escuela Latina de Boston y cuando era adolescente montó su propio laboratorio químico, en parte debido a un interés despertado por las conferencias de Benjamin Silliman de Yale. La enseñanza de la química en Harvard estaba en mal estado en ese momento, por lo que después de que Cooke entrara en la universidad en 1843 siguió siendo en gran medida autodidacta en la materia. Cooke se graduó en Harvard en 1848 con una licenciatura, y al año siguiente se convirtió en tutor de matemáticas. En 1850 fue elegido profesor Erving de Química y Mineralogía en Harvard, aunque había recibido poca educación formal en química.
Invirtiendo el orden moderno, después de que Cooke obtuviera su cátedra se embarcó en un plan de estudios avanzados, pasando ocho meses en Europa asistiendo a las conferencias de Dumas y Regnault. A su regreso a los Estados Unidos, Cooke comenzó a elevar el nivel de la enseñanza de la química en Harvard, introduciendo cursos obligatorios de química, acompañados de instrucción en el laboratorio. Fue uno de los primeros, si no el primero, en Estados Unidos en utilizar el trabajo de laboratorio para enseñar química.
La primera publicación de Cooke fue en 1852, un estudio de un cristal de arsénico. A esto le siguieron investigaciones sobre los pesos atómicos del arsénico y otros elementos. En 1857 publicó una colección de problemas químicos para uso de los estudiantes del Harvard College con referencia a los Elementos de Química de Julius Adolph Stöckhardt. En 1862, Cooke también publicó en el nuevo campo de la espectroscopia. Estudió los cristales a lo largo de su carrera, y el mineral "cookeita", un cuarzo aluminosilicato, lleva su nombre. Además de sus investigaciones, Cooke impartió un curso de introducción a la química durante más de cuarenta años y, según todos los indicios, tuvo bastante éxito. Según Jackson, Cooke publicó cuarenta y un artículos científicos basados en sus investigaciones y treinta y dos sobre otros temas, además de al menos ocho libros.
Entre las áreas en las que Cooke se interesó y publicó fue la relación entre la religión y la ciencia .
Cooke se casó con Mary H. Huntington en 1860; la pareja no tuvo hijos. Murió en 1894 en Newport, Rhode Island, y fue enterrado en el cementerio de Mount Auburn.

## Escritos seleccionados

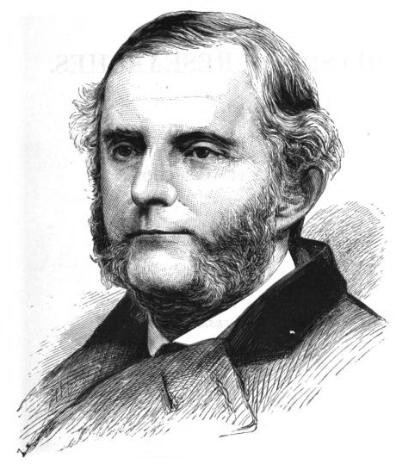
Josías Parsons Cooke

- Cooke, Josiah Parsons; Stöckhardt, Julius Adolph (1857). Problems and Reactions, to Accompany Stöckhardt's Elements of Chemistry. E. H. Butler. p. 148. «Chemical Problems and Reactions.»
- Cooke, Josiah Parsons (1860). Elements of Chemical Physics. Little, Brown and Company.
- Cooke, Josiah Parsons (1864). Religion and Chemistry; or, Proofs of God's Plan in the Atmosphere and its Elements. C. Scribner's Sons. p. 372. Consultado el 22 de diciembre de 2007. «Josiah Parsons Cooke.»
- Cooke, Josiah Parsons (1876). Scientific Culture. Henry S. King and Company.
- Cooke, Josiah Parsons (1881). Chemical and Physical Researches. Cambridge. p. 564. «Josiah Parsons Cooke.»
- Cooke, Josiah Parsons (1885). Principles of Chemical Philosophy. J. Allyn.
- Cooke, Josiah Parsons (1888). The New Chemistry. Appleton. ISBN 0-315-28901-5.
- Cooke, Josiah Parsons (1888). The Credentials of Science the Warrant of Faith. Robert Carter and Brothers. ISBN 0-8370-2735-7.
- Cooke, Josiah Parsons; Board Of Overseers, Harvard University (1890). A Plea for Liberal Culture. J. Wilson and Son, University Press. p. 46. «A Plea for Liberal Culture.»
- Cooke, Josiah Parsons (1896). Laboratory Practice: A Series of Experiments on the Fundamental Principles. D. Appleton and Company. p. 220. «Josiah Parsons Cooke.»

## Actividades y honores
- Academia Nacional de Ciencias, elegido miembro en 1872
- Editor asociado, American Journal of Science, 1877
- Doctor en Derecho, título honorario, Universidad de Cambridge, 1882[8]
- Miembro de la Academia Estadounidense de las Artes y las Ciencias, 1853;[9] Presidente, 1892–1894